# آيغور كورنيف
آيغور كورنيف (الروسية: Корнеев, Игорь Владимирович) مواليد 4 سبتمبر 1967 في موسكو، هو لاعب كرة قدم روسي دولي سابق كان يلعب كلاعب وسط. سبق له أن لعب في كأس العالم لكرة القدم مع منتخب بلاده. لعب خلال مسيرته 404 مباريات سجل خلالها 110 أهداف.

## مرحلة الشباب

### أندية لعب لها
- سبارتاك موسكو

## المسيرة الاحترافية

### أندية لعب لها
- نادي سيسكا موسكو
- إسبانيول
- نادي برشلونة ب
- نادي برشلونة
- نادي هيرنفين
- فاينورد
- ناك بريدا

## الروابط الخارجية
- آيغور كورنيف على موقع الاتحاد الدولي (مؤرشف)  (الإنجليزية)
- آيغور كورنيف على موقع الاتحاد الأوربي (الإنجليزية)
- آيغور كورنيف على موقع قاعدة بيانات كرة القدم.إي يو (الإنجليزية)
- آيغور كورنيف على موقع ناشيونال فوتبول تيمز (الإنجليزية)